# Роман Ленгієл
Роман Ленгієл (чеськ. Roman Lengyel, нар. 3 листопада 1978, Чеські Будейовиці) — чеський футболіст, що грав на позиції захисника. Відомий за виступами в низці чеських футбольних клубів, зокрема «Динамо» (Чеські Будейовиці) та «Спарта» (Прага), низці російських клубів, а також національну збірну Чехії. Дворазовий чемпіон Чехії.

## Клубна кар'єра
Роман Ленгієл народився 1978 року в місті Чеські Будейовиці, та є вихованцем юнацьких команд місцевих футбольних клубів «Локомотива» і «Динамо». У дорослому футболі дебютував 1996 року виступами за команду «Динамо» (Чеські Будейовиці), в якій грав до 2000 року, взявши участь у 81 матчі чемпіонату. Своєю грою за цю команду привернув увагу представників тренерського штабу клубу «Спарта» (Прага), до складу якого приєднався 2000 року. У складі празької команди грав до 2002 року, за цей час двічі ставав у складі команди чемпіоном Чехії. Проте гравцем основного складу Ленгієл не став, тому 2002 року уклав контракт з клубом «Тепліце», у складі якого провів наступні два роки своєї кар'єри гравця, де здобув місце в основному складі команди.
У 2004 році Ленгієл став гравцем російського клубу «Сатурн» (Раменське), проте зігравши лише 3 матчі, став гравцем іншого російського клубу «Кубань», де став гравцем основного складу, та зіграв у складі команди 138 матчів у чемпіонаті. У 2009—2010 роках чеський футболіст грав у складі іншого російського клубу «Ростов».
2010 року Роман Ленгієл повернувся до клубу «Динамо» з Чеських Будейовиць, де швидко повернувся до основного складу. У складі команди грав до 2015 року. після чого завершив виступи на футбольних полях.

## Виступи за збірні
У 1997 році Роман Ленгієл дебютував у складі юнацької збірної Чехії (U-18), загалом на юнацькому рівні взяв участь у 5 іграх. Протягом 1998—2000 років футболіст залучався до складу молодіжної збірної Чехії. На молодіжному рівні зіграв у 24 матчах, зокрема брав участь у молодіжному чемпіонаті Європи 2000 року.
З 1998 року Ленгієл захищав кольори олімпійської збірної Чехії. У складі олімпійської команди провів 3 матчі, та брав участь у футбольному турнірі на Олімпійських іграх 2000 року у Сіднеї.
2000 року Роман Ленгієл дебютував у складі національної збірної Чехії, проте провів у її формі лише 3 матчі, в яких забитими м'ячами не відзначився.

## Титули й досягнення
- Чемпіон Чехії (2):

«Спарта» (Прага): 1999–2000, 2000–2001